# Коллинз, Наташа
Ната́ша Луи́з Ко́ллинз (англ. Natasha Louise Collins; 7 июля 1976, Лутон, Бедфордшир, Англия, Великобритания — 3 января 2008, Сент-Джонс-Вуд, Лондон, Англия, Великобритания) — британская актриса и фотомодель.

## Жизнь и карьера
Коллинз получила образование в католической гимназии Святого Михаила в Финчли, северный Лондон. Карьера Наташи в качестве актрисы и модели длилась с 1998 года и до её смерти в 2008 году. Коллинз впервые появилась на телевидении в детском шоу «See It Saw It», в котором она сыграла Си, одного из двух придворных шутов при дворе короля, которого сыграл Марк Спейт. Затем она сыграла в сериалах «Десятое королевство» и «Настоящие женщины 2» (1999), последней работой в кино стала роль испанской принцессы в сериале «Смешное видение» (2008). Она работала в театре, а также представляла корпоративные видеоролики.
В 2001 году Наташа прошла кастинг на роль в сериале «Холлиокс». В день, когда стало известно, что она будет сниматься в сериале, Коллинз попала в серьёзную автокатастрофу и, чудом оставшись в живых, долгое время пробыла в коме. Роль в этом сериале она так и не сыграла. Этот инцидент привел к тому, что у нее начались припадки, которые помешали ее карьере. 

## Личная жизнь
В 2005 году Наташа помолвилась со своим давним возлюбленным — телеведущим Марком Спейтом (1965—2008). Церемония прошла на Барбадосе.

## Смерть
8 января 2008 года 31-летняя Наташа была найдена Марком мёртвой в ванне. Спейт был арестован по подозрению в убийстве и поставке наркотиков класса А, и в начале февраля его отпустили под залог, чтобы он вернулся в полицейский участок для допроса. Спейт был арестован сразу после смерти Коллинз, но ему не было предъявлено никаких обвинений в совершении какого-либо преступления. Позже стало известно, что причиной смерти актрисы стал несчастный случай — приняв кокаин, она погрузилась в горячую воду, что вызывает моментальную смерть. 7 апреля 2008 года, спустя 3 месяца после смерти Коллинз, 42-летний Спейт повесился и в своём предсмертном письме написал, что решил убить себя, потому что он не смог справиться с горем из-за смерти Коллинз.